# Liveaction
Liveaction is een term uit de film- en televisiewereld waarmee wordt aangegeven dat bij de vervaardiging van een creatief werk gebruik is gemaakt van menselijke acteurs. Daar dit bij de meeste films het geval is, wordt de term doorgaans alleen gebruikt voor werken waarvan men niet direct verwacht dat er menselijke acteurs aan te pas komen, zoals de films van Pixar (een bedrijf dat bekendheid verwierf met animatiefilms), in computerspellen of bij verfilmingen van strips en animatieseries.
De term wordt ook binnen de wereld van animatiefilms gebruikt voor het verschijnsel dat menselijke acteurs meespelen in een film die voor de rest uit animatie bestaat, zoals Who Framed Roger Rabbit.
Ook films gemaakt met poppen, zoals The Dark Crystal, worden meestal tot liveaction gerekend, mits de poppen niet door stop-motion worden voortbewogen.